# Bombningen i Bagdad den 28. august 2011
Bombningen i Bagdad den 28. august 2011 var et selvmordsangreb i Umm al-Qura Moské i det vestlige Bagdad, Irak. En selvmordsbomber, der havde skjult en bombe i en falsk gipsarm, gik ind i bygningen og sprængte sig selv i luften. 32 mennesker blev dræbt og 39 mennesker blev såret i selvmordsangrebet.